# Viktorija Stjopina
Viktorija Ivanivna Stjopina (ukrainska: Вікторія Іванівна Стъопіна), vanligen kallad Vita Stjopina, född den 21 februari 1976 i Zaporizjzja, Ukrainska SSR, Sovjetunionen, är en ukrainsk friidrottare som tävlar i höjdhopp.
Styopinas första internationella mästerskapsfinal var VM-finalen 1999 då hon slutade på en sjunde plats med höjden 1,96. Vid VM 2003 slutade hon nia efter att ha klarat 1,90. 
Hennes karriärs hittills främsta merit kom vid Olympiska sommarspelen 2004 då hon klarade 2,02 för första gången vilket räckte till en bronsmedalj bakom Jelena Slesarenko och Hestrie Cloete. Samma år blev hon tvåa bakom Slesarenko vid IAAF World Athletics Final 2004 i Monaco. 
Hon var även i final vid VM i Helsingfors 2005 och slutade då sjua. Vid Olympiska sommarspelen 2008 räckte hennes 1,93 bara till en tolfte plats.

## Personliga rekord
- Höjdhopp - 2,02